# Garci Rodríguez de Montalvo

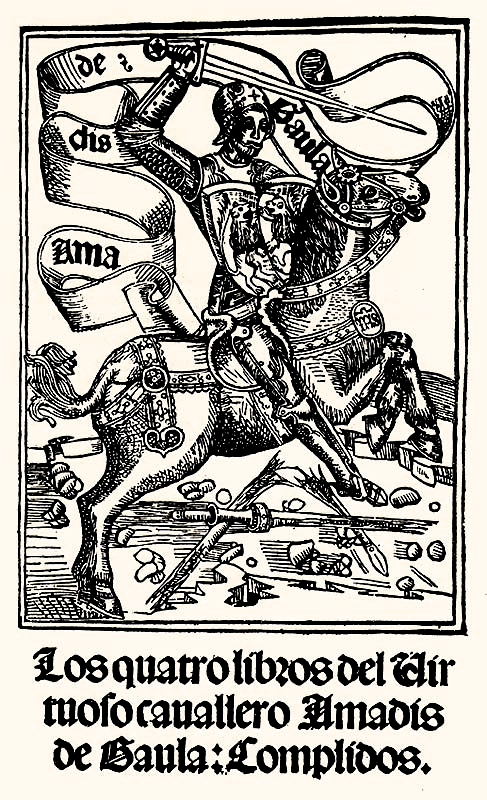
Titelpagina van de eerste druk van Amadís de Gaula, gedrukt door Jorge Coci, Zaragoza, 1508.

Garci Rodríguez de Montalvo (el Viejo) (±1440 - 1504?) was een schrijver uit het begin van de Spaanse renaissance. Montalvo, een ridder uit de lage adel, is bekend als een van de schrijvers van Amadís de Gaula.

## Biografie
Er is weinig bekend over het leven van Montalvo. Hij werd geboren tijdens het laatste deel van de regering van koning Juan II, waarschijnlijk in een tot het katholicisme bekeerde joodse familie. Het is mogelijk dat de naam "Montalvo" verwijst naar het plaatsje Montalbo (in de tegenwoordige provincie Cuenca), omdat de beschrijving van de grot van de goede heks Urganda in Montalvo's Amadisroman overeenkomt met een locatie in de Serranía de Cuenca.
Uit de archieven van Medina del Campo blijkt dat Montalvo in het laatste decennium van de 15e eeuw deel van het stadsbestuur van deze stad uitmaakte. Om hem te onderscheiden van zijn kleinzoon, die dezelfde naam droeg, wordt hij in die archieven vaak aangeduid met el Viejo (Spaans voor de oudere). Montalvo heeft waarschijnlijk gevochten in de Castiliaanse Successieoorlog (1475 - 1479) en deelgenomen aan de eerste campagnes van de oorlog van Granada (1482 - 1492). In ieder geval komt hij voor in een lijst met ridders die vochten bij de verdediging van Alhama. Hij had meerdere kinderen, van wie een aantal zoons genoemd worden in de annalen van Medina del Campo. Verder is bekend dat hij een enthousiast schutter en valkenier was en een devoot aanhanger was van de politieke idealen van de Reyes Católicos. Het kan zijn dat hij in 1482 de ridderslag ontving van het koningspaar, tijdens de voorbereiding van de oorlog met Granada.
In 1497 werd een zekere Garci Rodríguez de Montalvo samen met een andere man te Valladolid aangeklaagd wegens overspel en voor twee maanden uit de stad verbannen. Dit kan echter ook zijn kleinzoon zijn geweest. Op 30 juni 1502 was de oudere Garci Rodríguez de Montalvo in Coca getuige bij het geheime huwelijk van Rodrigo de Mendoza, markies van Cenete.
Hoewel algemeen verondersteld wordt dat Montalvo rond 1505 overleed, is het mogelijk dat hij langer leefde en de publicatie van zijn Amadisroman in 1508 nog meegemaakt heeft.

## Werk
Montalvo's Amadisroman wordt beschouwd als een meesterwerk van de middeleeuwse literatuur en is een van de bekendste ridderromans. Het werk werd in 1508 gedrukt en is tegenwoordig de enige compleet overgeleverde versie die bekend is.
Montalvo schreef de eerste drie boeken van zijn versie van de Amadisroman vanaf de jaren 80 van de 15e eeuw tot ongeveer 1495. Hij baseerde deze boeken op een Portugese 13e-eeuwse tekst, waar tegenwoordig alleen fragmenten van bekend zijn. Ook voegde hij een vierde boek toe dat compleet zijn eigen werk was. Het einde van de roman van Montalvo is verschillend van de oudere versies (in de oudere versies wordt Amadis gedood door zijn oudste zoon Esplandian, die hem niet herkent).
Montalvo schreef nog een vijfde boek, Las sergas de Esplandián, over de avonturen van Esplandian. Hierin wordt een eiland beschreven ten westen van West-Indië, dat California heet. Het eiland wordt bevolkt door Amazonen en er zijn enorme goudschatten te vinden. Montalvo's roman zou een inspiratie zijn voor de Spaanse conquistadores bij de verkenning van het westen van Noord-Amerika. Toen ten westen van Noord-Amerika land bleek te liggen, werd dit "California" genoemd. Later bleek dit echter geen eiland maar een schiereiland te zijn (Neder-Californië). De naam wordt tegenwoordig nog steeds gebruikt, voor zowel het schiereiland als de Amerikaanse staat Californië verder naar het noorden.
- Biblioteca Nacional de España: XX1054952
- Bibliothèque nationale de France: cb121141211 (data)
- Gemeinsame Normdatei: 118913751
- International Standard Name Identifier: 0000 0000 8077 9763
- Library of Congress Control Number: n88613842
- Nationale Bibliotheek van Tsjechië: jn19981002084
- Nationale Bibliotheek van Israël: 987007267254805171
- Nederlandse Thesaurus van Auteursnamen: 075005395
- Istituto Centrale per il Catalogo Unico: UFIV008853
- LIBRIS: 197798
- Système universitaire de documentation: 029534895
- Virtual International Authority File: 14801999